# Női 4 × 5 km-es sífutóváltó az 1998. évi téli olimpiai játékokon
Az 1998. évi téli olimpiai játékokon a sífutás női 4 × 5 km-es váltó versenyszámát február 15-én rendezték Hakubában. Az aranyérmet az orosz csapat nyerte meg. Magyar csapat nem vett részt a versenyen.

## Végeredmény
Az időeredmények másodpercben értendők.
| Helyezés | Csapat | Idő                                       |
| -------- | --- | ----------------------------------------- |
| Arany    | Oroszország (RUS) · Nyina Gavriljuk · Olga Danyilova · Jelena Välbe · Larisza Lazutyina                      | 55:13,5 14:13,8 13:53,2 13:39,8 13:26,7   |
| Ezüst    | Norvégia (NOR) · Bente Martinsen · Marit Mikkelsplass · Elin Nilsen · Anita Moen Guidon                      | 55:38,0 14:14,3 13:51,7 14:03,6 13:28,4   |
| Bronz    | Olaszország (ITA) · Karin Moroder · Gabriella Paruzzi · Manuela Di Centa · Stefania Belmondo                 | 56:53,3 15:16,7 14:35,7 14:00,8 13:00,1   |
| 4.       | Svájc (SUI) · Sylvia Honegger · Andrea Huber · Brigitte Albrecht Loretan · Natascia Leonardi Cortesi         | 56:55,2 14:41,2 14:43,6 13:39,8 13:50,6   |
| 5.       | Németország (GER) · Kati Wilhelm · Manuela Henkel · Constanze Blum · Anke Reschwamm-Schulze                  | 56:55,4 14:40,7 14:17,9 14:06,5 13:50,3   |
| 6.       | Csehország (CZE) · Jana Šaldová · Kateřina Neumannová · Kateřina Hanušová · Zuzana Kocumová                  | 56:58,7 14:58,3 14:04,2 14:10,2 13:46,0   |
| 7.       | Finnország (FIN) · Tuulikki Pyykkönen · Milla Jauho · Satu Salonen · Anita Nyman                             | 57:34,3 14:37,4 14:44,6 14:04,3 14:08,0   |
| 8.       | Svédország (SWE) · Antonina Ordina · Anette Fanqvist · Magdalena Forsberg-Wallin · Karin Säterkvist          | 57:53,7 14:32,0 14:44,8 14:12,1 14:24,8   |
| 9.       | Ukrajna (UKR) · Valentina Sevcsenko · Irina Taranenko-Terelja · Olena Hajaszova · Marina Pesztrjakova        | 57:54,8 14:57,2 13:53,1 14:39,2 14:25,3   |
| 10.      | Japán (JPN) · Ótaka Tomomi · Jokojama Szumiko · Aoki Fumiko · Jokojama Kumiko                                | 58:22,8 14:40,3 14:27,0 14:46,9 14:28,6   |
| 11.      | Franciaország (FRA) · Sophie Villeneuve · Annick Vaxelaire-Pierrel · Anne-Laure Condevaux · Karine Philippot | 58:27,7 14:35,6 14:48,5 15:06,7 13:56,9   |
| 12.      | Kazahsztán (KAZ) · Szvetlana Desevih · Okszana Jackaja · Szvetlana Siskina-Malahova · Olga Szeleznyova       | 59:11,3 14:41,6 14:36,0 15:06,8 14:46,9   |
| 13.      | Lengyelország (POL) · Katarzyna Gębala · Małgorzata Ruchała · Dorota Kwaśny · Bernadetta Bocek-Piotrowska    | 59:56,7 15:41,8 15:00,8 14:45,1 14:29,0   |
| 14.      | Fehéroroszország (BLR) · Szvjatlana Kamockaja · Kacjarina Antanyuk · Alena Szinykevics · Ljudmila Korolik    | 59:56,9 15:06,8 15:19,7 14:49,0 14:41,4   |
| 15.      | Egyesült Államok (USA) · Karen Petty · Suzanne King · Laura McCabe · Laura Wilson                            | 1:00:51,2 15:45,6 15:33,5 15:04,2 14:27,9 |
| 16.      | Kanada (CAN) · Beckie Scott · Milaine Thériault · Sara Renner · Jaime Fortier                                | 1:01:09,9 14:38,1 15:14,7 15:34,1 15:43,0 |